# Hovden, Uppland
Hovden är en sjö i Heby kommun i Uppland och ingår i Dalälvens huvudavrinningsområde. Sjön är 4,3 meter djup, har en yta på 0,0581 kvadratkilometer och är belägen 78,4 meter över havet. Sjön avvattnas av vattendraget Lillån.

## Delavrinningsområde
Hovden ingår i det delavrinningsområde (666909-155657) som SMHI kallar för Mynnar i Färnebofjärden. Medelhöjden är 74 meter över havet och ytan är 25,27 kvadratkilometer. Det finns inga avrinningsområden uppströms utan avrinningsområdet är högsta punkten. Lillån som avvattnar avrinningsområdet har biflödesordning 2, vilket innebär att vattnet flödar genom totalt 2 vattendrag innan det når havet efter 90 kilometer. Avrinningsområdet består mestadels av skog (75 procent) och jordbruk (12 procent). Avrinningsområdet har 0,3 kvadratkilometer vattenytor vilket ger det en sjöprocent på 1,2 procent.